# Archidendron bigeminum
Archidendron bigeminum és una espècie d'arbre pertanyent a la família de les fabàcies. És originària de l'Índia i de Sri Lanka, i coneguda amb el nom de «Kalitiya» (කලටිය) pels singalesos.
World Conservation Monitoring Centre (WCMC), en la Llista Vermella de la UICN de l'any 1998, va tractar a Abarema bigemina i Pithecellobium gracile com a espècies vulnerables. Aquestes són considerats sinònims d'Archidendron bigeminum. Pot ser que la població que es troba a l'Índia consisteixi en una varietat de la qual es troba a Sri Lanka.

## Taxonomia
Archidendron bigeminum va ser descrita per (L.) I.C.Nielsen i publicat en Opera Botanica 76: 73. 1984[1985].
Sinònim
- Abarema abeywickramae Kosterm.
- Abarema bigemina (L.) Kosterm.
- Abarema monadelpha (Roxb.) Kosterm.
- Abarema monadelpha (Roxb.) Kosterm. var. gracile (Bedd.) Kosterm.
- Archidendron monadelphum (Roxb.) I.C.Nielsen
- Archidendron monadelphum (Roxb.) I.C.Nielsen var. gracile (Bedd.) Sanjappa
- Inga bigemina (L.) Willd.
- Mimosa bigemina L.
- Mimosa monadelpha Roxb.
- Pithecellobium bigeminum (L.) Mart.
- Pithecellobium bigemium (L.) Mart.
- Pithecellobium gracile Bedd.
- Pithecellobium nicobaricum Prain[2][4]